# U.S. Cellular
United States Cellular Corporation — американская сотовая корпорация, которая владеет и управляет пятой по величине сетью беспроводной связи в США, уступая Verizon Wireless, AT&T Mobility, Sprint Corporation и T-Mobile US. По состоянию на 2013 они обслуживают около 4 600 000 клиентов в 126 рынках в 26 штатах США. Создана в 1983 году как подразделение Telephone и Data Systems (TDS), Inc, до сих пор принадлежит ей на 84 %. Компания имеет штаб-квартиру в Чикаго, штат Иллинойс. Торгуется на нью-йоркской фондовой бирже под кодом USM.

## Сеть

### CDMA/3G сети
Первоначально U.S. Cellular использовали цифровые AMPS "TDMA" сотовые телефоны в большинстве рынков, но компания совершила переход на 1xRTT CDMA технологию. После этого U.S. Cellular прекратила все аналоговые и TDMA услуги. В 2009 году в U.S. Cellular начали преобразования своей сети в EV-DO, которая предлагает 3G скорости. В U.S. Cellular планируется использовать LTE для своих будущих 4G сетей.

### 4G LTE сеть
U.S. Cellular объявила, что она начнет предлагать 4G с первого квартала 2012 года. Развертывание планируется в городах штатов Айова, Висконсин, Мэн, Северная Каролина, Техас и Оклахома[обновить данные].

## Управление

### Исполнительное руководство
- Кен Майерс, президент и главный исполнительный директор
- Джефф Чайлдс, исполнительный вице-президент и главный сотрудник по кадрам
- Майкл С. Ривера, доктор философии, исполнительный вице-президент и главный директор по технологиям
- Стивен Т. Кэмпбелл, исполнительный вице-президент по финансам, главный финансовый директор и казначей
- Элис Картер, исполнительный вице-президент, директор обслуживания клиентов и продаж
- Дэвид Кимбел, исполнительный вице-президент, директор по маркетингу

### Совет директоров
- Лерой Т. Карлсон, младший председатель правления, президент и генеральный директор компании TDS, почетный председатель TDS
- Кен Майерс, президент и главный исполнительный директор
- Джеймса Барра III
- Рональд Э. Дейли

### Штаб-квартира компании
Компания имеет штаб-квартиру на почти 13 000 м² в комплексе U.S. Cellular Plaza в Чикаго, Иллинойс, недалеко от международного аэропорта О’Хара.